# Bolette
Bolette er et pigenavn, dannet som diminutiv (-ette) af det nordiske Bodil, der igen er dannet af norrønt bót (= forbedring, bod, som i "bod og bedring") og hildr (= kamp).
Navnet forekommer også i varianten Bolethe, og er ret sjældent forekommende, idet blot ca. 850 danskere bærer en af de to varianter ifølge Danmarks Statistik.

## Kendte personer med navnet
- Bolette Christophersen, dansk læge og tidligere tv-vært.
- Bolette Gjør (1835–1909), norsk forfatter og missionsforeningsleder.
- Anne Bolette Holsen (1856–1913), norske lærer og kvinderettighedsforekæmper.
- Bolette Roed (født 1979), dansk musiker.
- Bolette Sutermeister Petri (1920–2018), dansk-schweizisk rejseskribent.

## Navnet anvendt i fiktion
- Bolettes brudefærd er dansk film fra 1938, instrueret af Emanuel Gregers.